# Kejserkulten i Romerriget
Kejserkulten i Romerriget var en religiøs tilbedelse og ophøjelse af den regerende kejser til en guddommelig status. Den blev udviklet som et led i den proces som førte til afslutningen på republikken og til skabelsen af kejserdømmet.

## Baggrund
I lighed med de øvrige kulturer omkring Middelhavet i oldtiden blev monarker også i Romerriget tillagt en form for guddommelighed, og de levn til det romerske kongedømme som kan spores i de bevarede kilder til Roms tidligste historie viser at kongen med stor sandsynlighed havde en sakral betydning. På den anden side skelnede romerne i republikken stærkt mellem de religiøse og de politiske funktioner indenfor staten, det ser dog ud til, at de egenskaber og æresbesvisninger, som oprindeligt var tillagt kongen nu blev tillagt byens hovedgud, Jupiter, således at han blev opfattet som dens konge.
I forbindelse med den blodige periode i overgangen fra republik til kejserdømme var der tendenser til at et sakralt kongedømme kunne være opstået, men det blev forhindret, med et resultat at borgerkrigstilstand kunne fortsætte. Det gjorde helt frem til etableringen af et kejserdømme, der blev kendetegnet af en syntese mellem religion og politik.
En vigtig forskel mellem antikkens og den moderne tids gudsopfattelse er den monoteistiske idé om den ene og omnipotente gud, som ikke var særligt udbredt før kristendommen blev den dominerende religion. Når man i antikken dyrkede mennesker som guder, var det for at ære dem og ophøje dem til en status ligesom en gud, og ikke nødvendigvis for at tilllægge dem guddommelige egenskaber.
I selve Rom kunne kejseren pga. romerske skikke ikke blive praktiseret som dyrkelse af ham som person, men i stedet form af compitalkulten, en gammel agerbrugskult, som med tiden var forsvundet. Augustus revitaliserede denne gamle skik og gav den et nyt indhold, nemlig ofring til hans egen genius Augusti. Denne kult var ikke tilknyttet den offentlige statskult, men blev i stedet praktiseret på privat initiativ, og blot nød støtte fra kejserhuset selv. I denne kult var kejseren guddommelig, og imens kunne han undgå denne status i statskulten.
I Romerrigets østlige provinser blev de romerske herskere og generaler allerede fra de første erobringer i 2. årh. f.v.t. dyrket som guder. I de hellenistiske kongeriger som romerne underlagde sig blev kongen opfattet som en gud, og derfor var det naturligt også at opfatte hans besejrer på samme vis. Desuden blev byen Rom dyrket i form af gudinden Dea Roma, måske i mangel af en permanent central herskerfigur. Denne kult blev i Augustus’ regering assorcieret med tilbedelsen af hans egen genius.
Dyrkelsen af en overordnet og magtfuld person var i antikken ikke forbeholdt konger, men gik igen helt fra forholdet mellem en patron og hans klient og op til det mellem guder og mennesker. Romerne brugte betegnelsen officia om alle former for tjenesteydelser fra en underordnet til en overordnet, dvs. både dem til patronen, herskeren, erobreren, embedsmanden og guden. Velgerninger den anden vej blev forventet og kaldt benefacio. At modtage samme officia som guderne var derfor den ultimative hyldest til en uhyre magtfuld person, men når en kejser var død, kunne senatet derudover beslutte at denne kejser nu var ført et niveau op, og var blevet en gud.

## Mordet på Julius Cæsar
I 44 f.v.t. havde Julius Cæsar nået toppen af sin magt, og blev tildelt med mange æresbesvisninger, hvor af nogle kan tolkes som guddommeliggørelse. Mange indicier peger på, at det Cæsar var i gang med på dette tidspunkt var at gøre sig selv til konge i tidens hellenistiske stil, og hertil hørte guddommelighed. Der blev rejst et tempel for Cæsars clementia (barmhjertighed), et nyt præstekollegium, Lupercii Julii, blev oprettet og Marcus Antonius blev udvalgt som flamen for den nye kult; trods disse tiltag er der ingen kilder, der omtaler Cæsar som en gud, og der er stadig stor uenighed blandt historikere om det skete. Kort efter blev Cæsar myrdet, og en dødekult for Divus Julius (den guddommelig Julius) blev hurtigt etableret. Den gruppe som stod bag mordet brugte modstand mod kongedømme og tyranni som argument for at stoppe ham, og den modstand kom til at påvirke Augustus’ senere udgave af monarkiet; det romerske kerserdømme og Principat.

## Principatet
Belært af sin adoptivfars skæbne søgte Augustus at undgå at komme til at ligne en traditionel konge med en dertilhørende herskerkult, derfor forsøgte han at fremstå som en genopbygger af Roms gamle religion og skikke. I sine erindringer, Res Gestae, fremstiller han da også genindførslen af de gamle ritualer og kultfester blandt sine største bedrifter. Augustus gav dermed udtryk for at der i hans regering ikke var sket nogen ændringer af statens republikanske struktur, men den var blot ført tilbage til tiden før borgerkrigene. Alligevel blev han både i den antikke litteratur, i skulpturer og relieffer, på mønter og inskriptioner præsenteret som statsmanden og religionsoverhovedet, og som en, der stod i en særlig forbindelse med det guddommelige, og han lagde heller aldrig skjul på at være søn af en gud; Julius Cæsar.
På det offentlige plan blev Augustus aldrig guddommeliggjort, men han blev det i høj grad på det private, og i den halvofficielle compitalkult nærmede han sig i meget høj grad. Augustus kunne derfor fremstille sig som Roms fremmeste tilbeder af guderne, dvs. som almindeligt mennesker og romersk borger, men den som stod dem nærmest, samtidig kunne han i private sammnehænge optræde som en gud.
Tacitus beretter i Annales at Tiberius ligesom Augustus tillod at et enkelt tempel blev opført i Smyrna i Lilleasien, hvor han kunne blive dyrket som guddommelig. Udover ham selv, skulle helligdommen også være indviet til det romerske Senat. Modsat sine forgængere lod Caligula mange og templer og statuer opføre til hans egen kult, alle hans templer blev dog revet ned efter hans død. Hans efterfølger Claudius fulgte Augustus’ og Tiberius’ og tillod kun ét tempel i Britannien, den provins han selv havde erobret.
Generelt forsøgte kejserne at undgå en offentlig dyrkelse af dem selv som guddommelige i Rom, og kejserdyrkelse forblev gennem hele Principatet et mere eller mindre kontroversielt emne. I stedet blev kulten for de afdøde kejsere, som senatet havde besluttet at deificere hurtigt institutionaliseret, og efterfølgerne fandt da også mange fordele i at understrege sine egne bånd til en tidligere populær kejser, som nu var en gud. Hvis den nye kejser havde stærke familiære bånd til den foregående, kunne han tage titlen divi filius (søn af en gud), hvilket var det tætteste en kejser kunne gå på guddommeliggørelse i levende live.
Deificering var den ultimative belønning til kejser for sin embedsførelse, og den blev selvsagt kun tildelt til de kejsere som havde stået på god fod med senatet. Kejsere som Caligula og Nero, der blev myrdet fordi de havde gjort sig upopulære i store dele af befolkningen opnåede heller aldrig denne ære, men derimod damnatio memoriae. Mens kejserne, som mens de levede havde været genstand for kultdyrkelse på det private plan, opnåede at blive deificeret ganske kort tid efter deres død, hvis de havde stået på god fod med alle betydende grupperinger i samfundet. Vespasians berømte sidste ord, kan være en humoristisk kommentar til dette: puto deus fio (Jeg tror, at jeg er ved at blive en gud).

## Dominatet
Efter Hadrian var kejserens magt blevet så konsolideret og enevældig at hans efterfølgere kunne erklære sig guddommelige, også i deres egen levetid; fra Diocletian bliver styreformen kaldt Dominatet. Kejserkulten blev i sammen periode en meget integreret del af statskulten, og den blev derfor også et vigtigt instrument, i form af en loyalitets test, i forfølgelsen af ikke anerkendte religioner, som bl.a. de kristne. Det blev forventet at romerske borgere udførte regelmæssige ofringer til kejserens genius eller ånd, og i den forbindelse modtog man et certifikat om at de havde vist den fornødne loyalitet mod staten og kejseren. Mage kristne anså naturligvis dette for at være afgudsdyrkelse, og nægtede derfor at ofre og blev dømt.
Kejserkulten blev afskaffet da Konstantin den Store kom til magten, kristendommen stod under hans beskyttelse, og så store af befolkningen var nu blevet kristne, at en fortsættelse af den obligatoriske dyrkelse af kejseren ville føre til uroligheder. Fra nu af hentede kejseren sin religiøse legitimitet gennem sin position indenfor kristendommen, ofte i konkurrence med kirkens gejstlige ledere.